# سینه‌سرخ پیسه دمگاه‌سفید
سینه‌سرخ پیسه دمگاه‌سفید (نام علمی: Copsychus malabaricus) نام یک گونه از سرده سینه‌سرخ پیسه است.